# پولپور
پولپور (به لاتین: Phulpur) یک منطقهٔ مسکونی در بنگلادش است که در ناحیه میمن‌سینگ واقع شده‌است. پولپور ۵۸۰٫۲۱ کیلومتر مربع مساحت و ۶۰۱٬۷۶۶ نفر جمعیت دارد.